# Szukralóz
A szukralóz (E955) mesterséges édesítőszer. Édesítőereje 600-szorosa a szacharózénak. 

## Gyártása
Szacharózból állítják elő több lépésből álló szintézissel, melynek során klórozószerrel három hidroxilcsoportot irányítottan klórra cserélnek.

## Felhasználás
Az élelmiszeripar az alábbiak gyártására használja:
- csökkentett energiatartalmú, illetve cukormentes üdítők,
- alkoholos italok,
- desszertek,
- lekvárok,
- konzervek,
- Táplálék-kiegészítők.

Kellemetlen utóízzel nem rendelkezik. Emésztés nélkül ürül az emberi szervezetből, így kalóriamentesnek tekinthető. Elfogadható napi beviteli mennyisége 15 mg/ttkg.

## Kémiai jellemzői
38 °C feletti hőmérsékleten lassan szén-dioxidra, szén-monoxidra és kevés hidrogén-kloridra bomolhat, és 120 °C felett klórt veszthet, de normál körülmények közt stabil.

## Élettani hatása
Egy 2023-as tanulmány szerint a szukralóz-6-acetát a DNS-t károsítja. A szukralóz-6-acetát akkor keletkezik, amikor a szukralózt az ember lenyeli.